# Hans Raggan
Hans Raggan (??) est un auteur de jeux de société allemand. Il a créé tous ses jeux en collaboration avec Wolfgang Kramer et Jürgen P.K. Grunau au sein d'une association d'auteurs appelée Krag-Team (pour Kramer-RAggan-Grunau).

## Ludographie succincte

### AvecWolfgang KrameretJürgen P.K. Grunau
- Thrill, 1996, F.X. Schmid
- Gulo Gulo, 2003, Zoch / Gigamic
- Robbys Rutschpartie, 2003, Kosmos